# Уре, Микаэль
Микаэль Брендхоф Уре (дат. Mikael Brandhof Uhre; род. 30 сентября 1994, Рибе) — датский футболист, нападающий клуба «Филадельфия Юнион» и сборной Дании.

## Клубная карьера
Уре — воспитанник клубов «Сковлунд», «Гриндстед» и «Сённерйюск». 28 марта 2013 года в матче против «Силькеборга» он дебютировал в датской Суперлиге в составе последних. 28 марта 2014 года в поединке против «Оденсе» Микаэль забил свой первый гол за «Сённерйюск». Летом 2014 года Уре на правах аренды перешёл в «Скиве». 17 августа в матче против «Виборга» он дебютировал в Первой лиге Дании. 18 октября в поединке против «Люнгбю» Микаэль забил свой первый гол за «Скиве». По окончании аренды клуб выкупил трансфер игрока. Летом 2016 года Уре вернулся в «Сённерйюск».
Летом 2018 года Уре перешёл в «Брондбю». 16 июля в матче против «Раннерс» он дебютировал за новый клуб. 29 июля в поединке против «Хобро» Микаэль забил свой первый гол за «Брондбю». 14 марта 2021 года в матче против «Оденсе» он сделал хет-трик. По итогам сезона Микаэль стал лучшим бомбардиром и помог клубу выиграть чемпионат.
В начале 2022 года Уре перешёл в американский «Филадельфия Юнион». 5 марта в матче против «Клёб де Фут Монреаль» он дебютировал в MLS. 1 мая в поединке против «Нэшвилла» Микаэль забил свой первый гол за «Филадельфия Юнион».

## Международная карьера
15 ноября 2021 года в отборочном матче чемпионата мира 2022 против сборной Шотландии Уре дебютировал за сборную Дании.

## Статистика

### Матчи Уре за сборную Дании
| Матчи Уре за сборную Дании | Матчи Уре за сборную Дании | Матчи Уре за сборную Дании | Матчи Уре за сборную Дании | Матчи Уре за сборную Дании | Матчи Уре за сборную Дании  |
| -------------------------- | -------------------------- | -------------------------- | -------------------------- | -------------------------- | --------------------------- |
| №                          | Дата                       | Соперник                   | Счёт                       | Голы Уре                   | Соревнование                |
| 1                          | 15 ноября 2021             | Шотландия                  | 0:2                        | —                          | Чемпионат мира 2022 (отбор) |

Итого: 1 матч / 0 голов; 0 побед, 0 ничьих, 1 поражение.

## Достижения
Клубные
«Брондбю»
- Победитель датской Суперлиги — 2020/2021

Индивидуальные
- Лучший бомбардир датской Суперлиги (19 голов) — 2020/2021